# المرجعية الأدبية الغربية

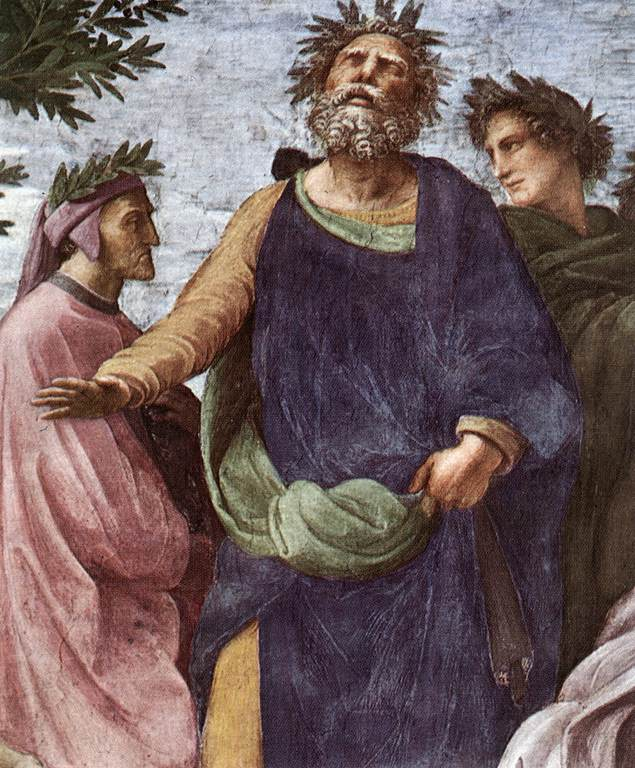
دانتي وهوميروس وفيرجيل في لوحة رفائيل بارناسوس (1511)، شخصيات محورية في المرجعية الأدبية الغربية.

المرجعية الأدبية الغربية هي مجموعة الأدب والثقافة والموسيقى والفلسفة والأعمال الفنية ذات القيمة العالية في الغرب: الأعمال التي حققت مكانة الكلاسيكية. ومع ذلك، لا تنشأ كل هذه الأعمال في العالم الغربي، وتُقدر هذه الأعمال أيضًا في جميع أنحاء العالم. : «تقليد فكري غربي معين على سبيل المثال ينتقل من سقراط إلى فيتجنشتاين في الفلسفة، ومن هومر إلى جيمس جويس في الأدب». كلمة المرجعية من اليونانية القديمة kanṓn  وهذا يعني قياس، أو معيار. الكتاب المقدس وهو نتاج ثقافة يهودية قديمة من غرب آسيا وقد كانت قوة رئيسة في تشكيل الثقافة الغربية و «ألهم بعض المعالم الأثرية العظيمة للفكر الإنساني والأدب والفن»

## المرجعية الأدبية

### الكتاب الكلاسيكي
يطلق مصطلح كلاسيكي على أي كتاب، أو عمل فني آخر، مُتعارف على أنه مثالي أو جدير بالملاحظة. في كتاب المنوعات الرومانية ليالي أتيكا العائد إلى القرن الثاني الميلادي، يصف أولوس جيليوس المؤلفين بأنهم «classicus... scriptor, non proletarius»، أي («مؤلف متميز، وليس عاديًا»). بدأ هذا التصنيف مع ترتيب الإغريق لأعمالهم الثقافية، بكلمة كانون (التي تعني باليونانية القديمة «قضيب القياس، أو المعيار») وتترجم إلى العربية بمعنى مرجعية. وبالمثل، أعلن آباء الكنيسة المسيحية الأوائل النصوص الموثوقة للعهد الجديد كمرجعية، وحافظوا عليها نظرًا لتكلفة إنتاج الرق والبردي أو نسخ الكتب آليًا. وبالتالي، فإن إدراج الكتاب في المرجعية يضمن الحفاظ عليه كأفضل طريقة للاحتفاظ بالمعلومات عن حضارة ما. وفي الاستخدام المعاصر، تحدد المرجعية الغربية أفضل ما في الثقافة الغربية. في العالم القديم، في مكتبة الإسكندرية، صاغ العلماء المصطلح اليوناني هوي إنكريثينتيس والذي يعني [«المعترف به»، أو «المُدرَج»] لتحديد المؤلفين في المرجعية. وعلى الرغم من أن المصطلح غالبًا ما يرتبط بالمرجعية الغربية، إلا أنه قابل للتطبيق على الأعمال الأدبية والموسيقى والفن وما إلى ذلك، مثل الكلاسيكيات الصينية.
أما فيما يتعلق بالكتب، فقد شغل سؤال: ما الذي يجعل الكتاب «كلاسيكيًا»؟ بال العديد من المؤلفين، من مارك توين إلى إيتالو كالفينو، وأضحت أسئلة أخرى مثل «لماذا يجب قراءة الكلاسيكيات؟»، و«ما هو العمل الكلاسيكي؟» محط تفكير العديد من المؤلفين الآخرين، مثل تي. إس. إليوت، وتشارلز أوغستين سانت بوف، ومايكل ديردا، وعزرا باوند.
إن مصطلحي «الكتاب الكلاسيكي» والمرجعية الغربية مفهومان مرتبطان ارتباطًا وثيقًا، لكنهما ليسا مترادفين بالضرورة. «المرجعية» هي قائمة الكتب التي تعتبر «أساسية»، ويمكن نشرها في مجموعة (مثل كتب العالم الغربي العظيمة، أو المكتبة الحديثة، أو مكتبة إيفري مان أو كتب بنغون الكلاسيكية)، والتي تُقدم كقائمة مع تصديق أكاديمي (مثل كتاب هارولد بلوم)، ومن الممكن أن تكون قائمة القراءة الرسمية للجامعة. يسرد بلوم في كتابه المرجعية الغربية قائمة «الكتاب الغربيين الرئيسيين» مثل دانتي أليغييري، وجيفري تشوسر، وميغيل دي سيرفانتس، وميشيل دي مونتيني، وويليام شكسبير، ويوهان فولفغانغ فون غوته، وويليام وردزورث، وتشارلز ديكنز، وليو تولستوي، وجيمس جويس، ومارسيل بروست.

### برنامج الأعمال الأدبية الكلاسيكية
برنامج الكتب العظيمة في الجامعة أو في الكلية، هو برنامج مستوحى من حركة الكتب العظيمة التي بدأت في الولايات المتحدة في عشرينيات القرن العشرين على يد جون إرسكين من جامعة كولومبيا، وهو برنامجٌ اقترح تحسين نظام التعليم العالي من خلال إعادته إلى تقاليد الفنون الليبرالية الغربية في منهج التعلم متعدد التخصصات. كان من بين هؤلاء الأكاديميين والمعلمين روبرت هاتشينز، ومورتيمر أدلر، وسترينغ فيلو بار، وسكوت بوكانن، وجاك بارزون، وألكسندر ميكليجون. كان الرأي السائد بينهم أن التركيز على التخصص الضيق في الكليات الأمريكية قد أضر بجودة التعليم العالي بسبب عدم تعريف الطلاب بالمنتجات المهمة للحضارة والفكر الغربي.
المكون الأساسي لهذه البرامج هو وجود درجة عالية من الارتباط مع النصوص الأساسية، التي تسمى الكتب العظيمة. غالبًا ما تتبع مناهج برامج الكتب العظيمة مرجعية من النصوص التي تعتبر أساسية إلى حد ما لتعليم الطالب، مثل جمهورية أفلاطون، أو الكوميديا الإلهية لدانتي. وغالبًا ما تركز هذه البرامج على الثقافة الغربية حصريًا، ويملي استخدامهم للنصوص الأساسية تبني نهج متعدد التخصصات، لأن معظم الكتب العظيمة لا تندرج بدقة تحت تخصص أكاديمي معاصر واحد. وغالبًا ما تتضمن برامج الكتب العظيمة مجموعات مناقشة محددة بالإضافة إلى المحاضرات، ويكون حجم الفصل صغيرًا. بشكل عام، يتلقى الطلاب في مثل هذه البرامج درجة عالية جدًا من الاهتمام من أساتذتهم، كجزء من الهدف العام المتمثل في تعزيز مجتمع التعلم.
تقدم أكثر من 100 مؤسسة للتعليم العالي، معظمها في الولايات المتحدة، صيغة معينة من برنامج الكتب العظيمة كخيار دراسي للطلاب.
خلال معظم القرن العشرين، قدمت المكتبة الحديثة قائمة أكبر وأكثر ملائمة للمرجعية الغربية. بلغ عدد عناصر القائمة أكثر من 300 عنصرًا بحلول عام 1950، لمؤلفين مثل أرسطو وصولًا إلى ألبرت كامو، واستمرت في النمو. عندما أُدين مفهوم المرجعية الغربية بشدة في تسعينيات القرن العشرين، تمامًا مثلما انتُقدت قوائم المكتبة الحديثة السابقة باعتبارها «أمريكية أكثر من اللازم»، ردت المكتبة الحديثة بإعداد قوائم جديدة «لأفضل 100 رواية» و«أفضل 100 رواية غير خيالية»، جمعها مؤلفون مشهورون، ثم جمعت لاحقًا قوائم رشحها مشترو الكتب والقراء.

### النقاش
دافع بعض المثقفين عن «حداثة عالية المحافظة» تصر على وجود الحقائق الكونية، وعارضوا المقاربات التي تنكر وجود حقائق كونية. دافع أستاذ العلوم الإنسانية بجامعة ييل والناقد الأدبي الشهير هارولد بلوم بقوة عن فكرة المرجعية، في كتابه المرجعية الغربية: كتب ومدرسة العصور الصادر عام 1994. وبشكل عام ما زالت فكرة المرجعية ممثلة في العديد من المؤسسات. في كتابه المؤثر للغاية انغلاق العقل الأمريكي: كيف فشل التعليم العالي في خدمة الديمقراطية، وأفقر أرواح طلاب اليوم (1987)، يعلق آلان بلوم (لا يوجد صلة قرابة بينه وبين هارولد بلوم) بأن الانحلال الأخلاقي ناتج عن الجهل بالكلاسيكيات العظيمة التي شكلت الثقافة الغربية. ويضيف: «لكن هناك شيء واحد مؤكد: حيثما تشكل الكتب العظيمة جزءًا أساسيًا من المنهاج الدراسي، فإن الطلاب يشعرون بالحماسة والرضا». استشهد عديد من المثقفين بكتابه على نطاق واسع بسبب دفاعه عن محتوى الكلاسيكيات من حقائق عالمية وقيم خالدة يتجاهلها أنصار النسبية الثقافية.
تطرق الكلاسيكي برنارد نوكس إلى هذا الموضوع مباشرة في محاضرته ضمن سلسلة محاضرات جيفرسون عام 1992 (أعلى وسام تقدمه الحكومة الفيدرالية الأمريكية للإنجاز في العلوم الإنسانية)، إذ تعمد استخدام عنوان «استفزازي» وهو «أقدم الذكور الأوروبيين البيض الموتى» عنوانًا لمحاضرته وكتابه اللاحق الحامل لنفس الاسم، إذ دافع نوكس في كليهما عن الأهمية المستمرة للثقافة الكلاسيكية في المجتمع الحديث.

يؤكد المدافعون أن أولئك الذين يقوضون المرجعية يفعلون ذلك بدافع المصالح السياسية في المقام الأول، وأن مثل هذه الانتقادات إما مضللة أو مخادعة أو كليهما. كتب جون سيرل، أستاذ الفلسفة في جامعة كاليفورنيا، بيركلي:
هناك مفارقة معينة في هذا الأمر [يقصد الاعتراضات المسيسة على المرجعية] بأن الأجيال الطلابية السابقة، جيلي أنا مثلًا، قد وجدت أن التقاليد النقدية الممتدة من فلسفة سقراط مرورًا بأوراق الفيدراليست، وكتابات ميل وماركس، وصولًا إلى القرن العشرين، هي تحرير من الأعراف الصارمة للتقاليد الأمريكية السياسية والمعتقدات الدينية. من خلال إكسابها موقفًا نقديًا على وجه التحديد، عملت «المرجعية» على إزالة الخرافات من العقائد التقليدية للبرجوازية الأمريكية وقدمت للطالب منظورًا يمكّنه من تحليل الثقافة والمؤسسات الأمريكية بشكل نقدي. ومن المفارقات أنه يُنظر إلى نفس التقليد الآن على أنه تقليد قمعي. فالنصوص التي كانت وظيفتها كشف الحقائق؛ يُقال لنا اليوم أنها هي من يجب كشف حقيقتها.
وأحد الاعتراضات الرئيسية على المرجعية الأدبية هو مسألة السلطة؛ فمن يجب أن يكون لديه سلطة تحديد الأعمال التي تستحق القراءة؟
يقول تشارلز ألتيري، من جامعة كاليفورنيا في بيركلي، إن المرجعيات هي «شكل مؤسساتي لاطلاع الأشخاص على مجموعة من المواقف المثالية». ووفقًا لهذا المفهوم، يمكن إزالة أعمال من المرجعية بمرور الوقت لتعكس أهمية الصلة السياقية وأفكار المجتمع. يرى المؤرخ الأمريكي تود إم. كومبتون بأن المرجعيات دائمًا ما تكون ذات طبيعة جمعية؛ إذ يوجد مرجعيات محدودة، من أجل صف دراسة الأدب على سبيل المثال، أو قائمة قراءة لقسم اللغة الإنجليزية، ولكن لا يوجد شيء اسمه مرجعية واحدة مطلقة للأدب. بالأحرى، ثمة العديد من المرجعيات المتضاربة. يعتبر كومبتون أن كتاب «المرجعية الغربية» لبلوم بمثابة مرجعية شخصية ليس إلا.
لا حصر لعمليات وضع حدود للمرجعية. قال الفيلسوف جون سيرل، «من خلال تجربتي، لم يكن هناك في الواقع «مرجعية» ثابتة، بل هناك بالأحرى مجموعة معينة من الأحكام المؤقتة بشأن الأهمية والجودة، هذه الأحكام دائمًا ما كانت عرضة للمراجعة، وفي الواقع كانت تخضع للمراجعة باستمرار». إحدى المحاولات البارزة لتجميع مرجعية موثوقة للأدب في العالم الناطق باللغة الإنجليزية كان برنامج كتب العالم الغربي العظيمة. نشأ هذا البرنامج، الذي طوّر في القرن العشرين، من منهاج جامعة شيكاغو الدراسي. قدم رئيس الجامعة روبرت ماينارد هاتشينز ومعاونه مورتيمر أدلر برنامجًا يعرض قوائم قراءة وكتب واستراتيجيات تنظيمية لنوادي القراءة للعامة. كان ثمة محاولة سابقة عام 1909، من قبل رئيس جامعة هارفارد تشارلز دبليو. إليوت، مع كتاب كلاسيكيات هارفارد، وهو عبارة عن مختارات عالمية من الأعمال الكلاسيكية مكونة من 51 مجلدًا. كانت وجهة نظر إليوت هي نفسها وجهة نظر الفيلسوف والمؤرخ الاسكتلندي توماس كارلايل: «الجامعة الحقيقية في هذه الأيام هي مجموعة من الكتب». («البطل كرجل أدب» 1840).